# Chaîne Ophtalmia
La chaîne Ophthalmia (Ophthalmia Range) est une chaîne de montagnes dans la région du Pilbara en Australie-Occidentale. Elle est située à environ 1 190 km au nord de Perth et la ville la plus proche est Newman qui se trouve à environ 20 kilomètres au sud de la chaîne, dans les monts Hamersley.
Le premier Européen à découvrir la chaîne a été l'explorateur Francis Thomas Gregory, en 1861, qui explora la région en 1861 et prit note des dépôts de minerai de fer caractéristiques par la couleur de la chaîne. Elle a ensuite été nommée en 1876 par Ernest Giles, Giles est devenu temporairement aveugle quand il a atteint la région après avoir remonté l'Est du cours supérieur du fleuve Ashburton et a dû être conduit par son second Alec Ross ; il a nommé la chaîne d'après son problème de vision à l'époque. Giles a retrouvé la vision plus tard et il a été impressionné par le paysage.
L'expédition suivante dans la région a été menée en 1896, lorsque Aubrey Woodward Newman a tenté de relier Cue à Roebourne. Newman a succombé à la typhoïde avant le début de l'expédition et William Rudell en a pris le commandement. Il a ensuite nommé le mont Newman (1 053 mètres d'altitude) d'après son leader défunt.
Le Mount Whaleback, dont on extrait du minerai de fer depuis plus de 20 ans, est une partie de la chaîne. L'extrémité orientale de la chaîne est reliée à la chaîne Hamersley.